# Sanuma
I Sanuma (o anche Tsanuma) sono un gruppo etnico del Brasile e del Venezuela che ha una popolazione stimata in circa 5074 individui. Parlano la lingua Sanuma (codice ISO 639: SAM) e sono principalmente di fede animista.
Vivono vicino ai fiumi Caura e Ervato-Ventuari in Venezuela e presso il fiume Auaris, nello stato brasiliano di Roraima. Denominazioni alternative: Tsanuma, Sanema, Sanima, Guaika, Samatari, Samatali, Xamatari, Chirichano.